# Rheinschiene

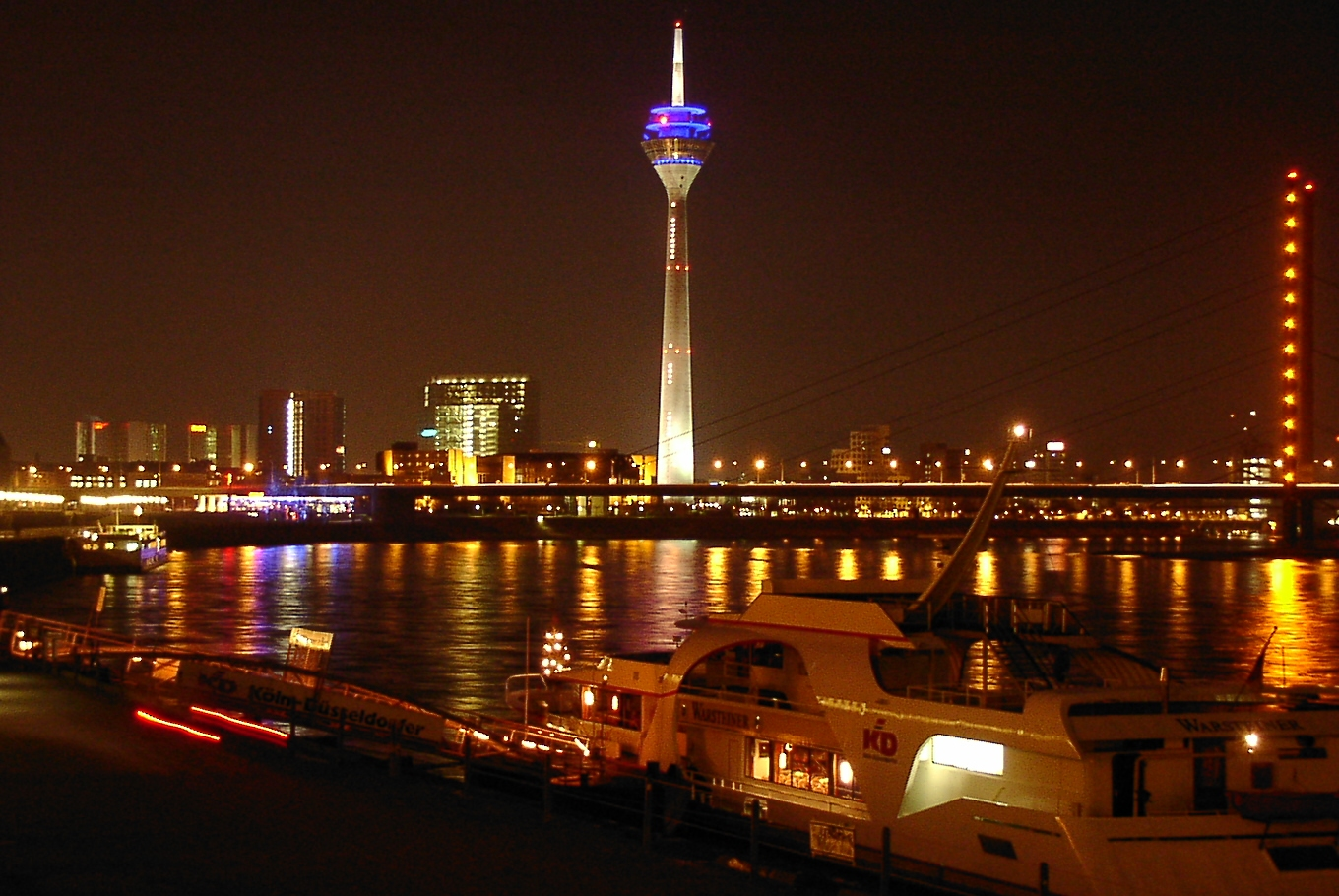
Düsseldorf.

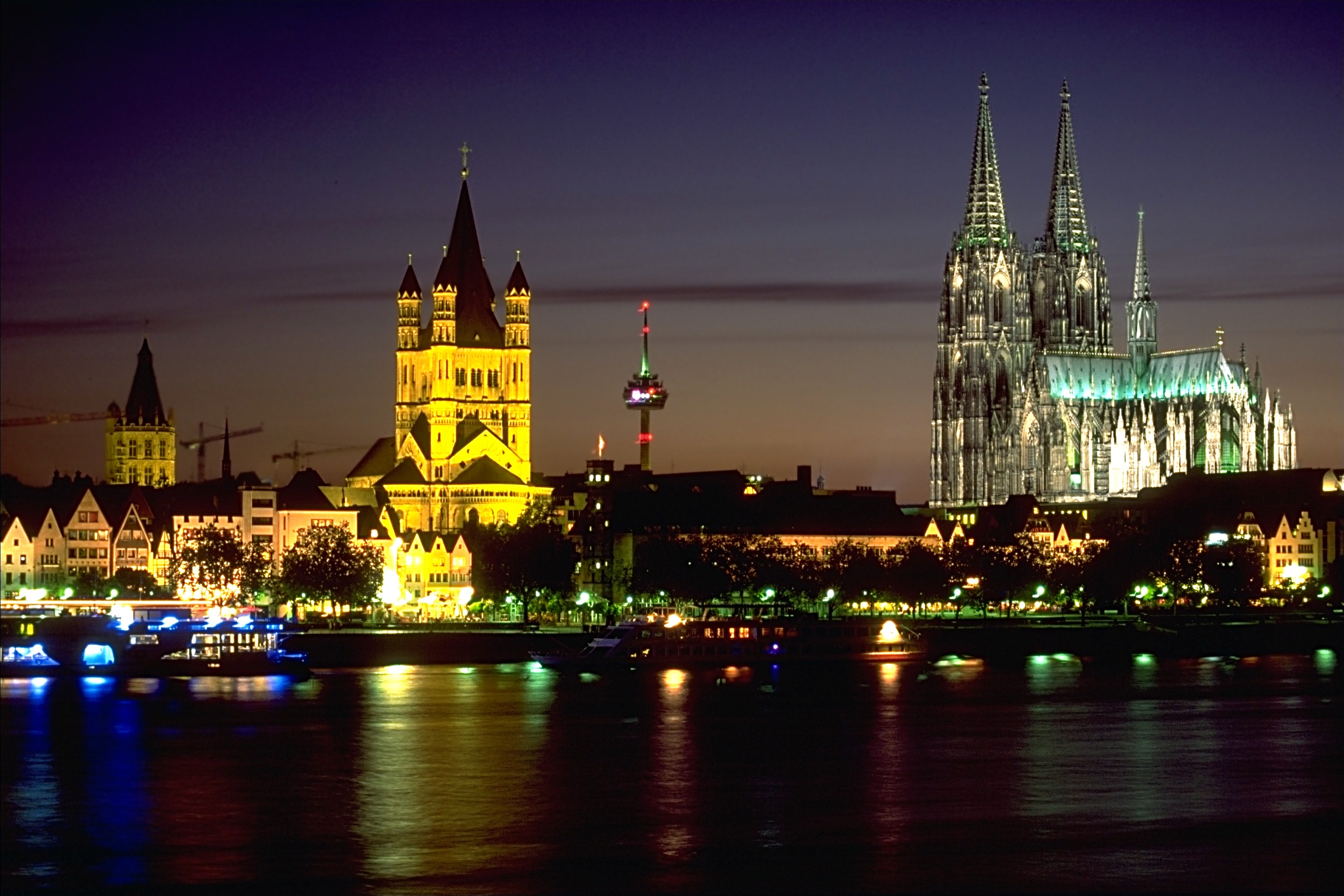
Köln.

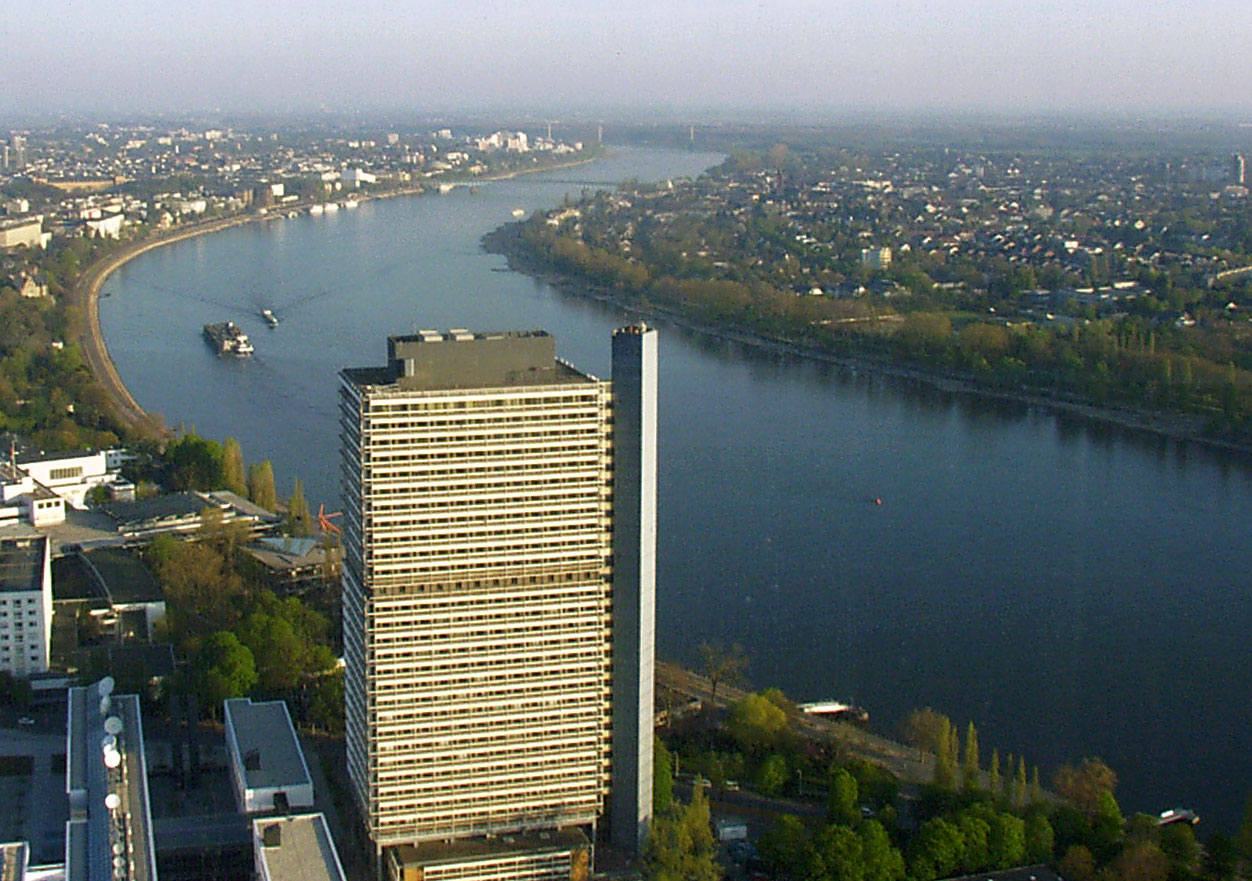
Bonn.

Rheinschiene är ett område i västra Tyskland, några mil öster om gränsen mot Nederländerna och Belgien. Området är till största delen beläget i delstaten Nordrhein-Westfalen, men sträcker sig även in i de norra delarna av Rheinland-Pfalz. Området sträcker sig längs floden Rhens båda sidor, från Duisburg i norr till strax söder om Bonn. Det har ingen dominerande huvudort utan består av ett sammanhängande område med många stora och medelstora städer, bland annat delstatens huvudstad Düsseldorf, Krefeld, Köln (områdets största stad), Mönchengladbach och Wuppertal. Rheinschiene gränsar i nordost till Ruhrområdet.  

## Invånarantal och yta
Rheinschiene definierades tidigare som Großstadtregion av myndigheten Bundesamt für Bauwesen und Raumordnung, men är numera uppdelad i olika delområden. Vid definitionen från 2006 bestod området av ett kärnområde (centrala orter med närområde) samt omgivande städer och kommuner där minst hälften av de dagliga pendlarna sökte sig in till kärnområdet. Hela området bestod av 132 städer och kommuner.
| Områdestyp                  | Areal (km²) | Invånarantal 31 december 2006 | Befolkningstäthet (inv/km²) |
| --------------------------- | ----------- | ----------------------------- | --------------------------- |
| Kärnstäder                  | 1 715,73    | 3 676 275                     | 2 142,69                    |
| Kärnstädernas närområde     | 2 545,53    | 2 364 439                     | 928,86                      |
| Närliggande pendlingsområde | 3 903,15    | 1 320 113                     | 338,22                      |
| Totalt                      | 8 164,41    | 7 360 827                     | 901,57                      |